# Karayahşi, Hayrabolu
Karayahşi là một xã thuộc huyện Hayrabolu, tỉnh Tekirdağ, Thổ Nhĩ Kỳ. Dân số thời điểm năm 2011 là 192 người.